# HD 54070
HD 54070，又名BD+72 352，SAO 6115、HR 2681，是一颗恒星，视星等为6.35，位于銀經143.41，銀緯27.42，其B1900.0坐标为赤經7h 2m 19.3s，赤緯+71° 27.42′ 45″。